# Cichlasoma
Cichlasoma là một chi cá trong họ cá hoàng đế.
Trước đây chi này rất lớn và gồm cá sống ở Texas, Bắc Mỹ, trên khắp vùng Trung Mỹ và vài phần của Nam Mỹ.
Chi này đã được phân loại lại bởi Sven O. Kullander và những nhà nghiên cứu khác đã khiến cho nhiều loài trước đây thuộc chi này  được loại ra và được xếp vào những chi khác như là Amphilophus, Archocentrus, Herichthys, Heros, Nandopsis, Parachromis, Thorichthys, Vieja và nhiều chi khác.

## Loài
Có 32 loài hiện được xếp trong chi này:
- Cichlasoma aguadae C. L. Hubbs, 1936
- Cichlasoma alborum C. L. Hubbs, 1936
- Cichlasoma amarum C. L. Hubbs, 1936
- Cichlasoma amazonarum S. O. Kullander, 1983
- Cichlasoma araguaiense S. O. Kullander, 1983
- Cichlasoma beani (D. S. Jordan, 1889) (Green guapote) (incertae sedis)
- Cichlasoma bimaculatum (Linnaeus, 1758) (Black acara)
- Cichlasoma boliviense S. O. Kullander, 1983
- Cichlasoma cienagae C. L. Hubbs, 1936
- Cichlasoma conchitae C. L. Hubbs, 1936
- Cichlasoma dimerus (Heckel, 1840)
- Cichlasoma ericymba C. L. Hubbs, 1938
- Cichlasoma geddesi (Regan, 1905)
- Cichlasoma gephyrum C. H. Eigenmann, 1922
- Cichlasoma istlanum (D. S. Jordan & Snyder, 1899)
- Cichlasoma mayorum C. L. Hubbs, 1936
- Cichlasoma microlepis Dahl, 1960
- Cichlasoma orientale S. O. Kullander, 1983
- Cichlasoma orinocense S. O. Kullander, 1983
- Cichlasoma paranaense S. O. Kullander, 1983
- Cichlasoma portalegrense (R. F. Hensel, 1870)
- Cichlasoma pusillum S. O. Kullander, 1983
- Cichlasoma santifranciscense S. O. Kullander, 1983
- Cichlasoma sieboldii (Kner, 1863) (Siebold's cichlid) [3]
- Cichlasoma stenozonum C. L. Hubbs, 1936
- Cichlasoma taenia (E. T. Bennett, 1831) (Brown coscarob)
- Cichlasoma trimaculatum (Günther, 1867) (Three-spot cichlid)
- Cichlasoma troschelii (Steindachner, 1867)
- Cichlasoma tuyrense Meek & Hildebrand, 1913 [3]
- Cichlasoma urophthalmus (Günther, 1862) (Mexican Mojarra) (incertae sedis)
- Cichlasoma zarskei Ottoni, 2011
- Cichlasoma zebra C. L. Hubbs, 1936